# Ritchiea albersii
Ritchiea albersii är en kaprisväxtart som beskrevs av Ernest Friedrich Gilg. Ritchiea albersii ingår i släktet Ritchiea och familjen kaprisväxter. Inga underarter finns listade i Catalogue of Life.